# Jindřichův Hradec
Jindřichův Hradec ([ˈjɪndr̝ɪxuːf ˈɦradɛts] Ausspracheⓘ; deutsch Neuhaus) ist eine Stadt in Südböhmen in Tschechien. Sie ist Bezirksstadt des gleichnamigen Bezirks Jindřichův Hradec. Die Stadt liegt in der historischen Region Böhmen, in unmittelbarer Nähe zur mährischen Grenze.

## Geographie
Jindřichův Hradec liegt auf einer Landzunge der Gewässer Nežárka und Hamerský potok und ist zum Teil vom Teich Vajgar umgeben. Nachbarorte sind Dolní Radouň und Kostelní Radouň im Norden, Jarošov und Bednárec im Nordosten, Blažejov und Kunžak im Osten, Kunějov im Südosten, Malíkov nad Nežárkou und Dolní Pěna im Süden, Plavsko und Hatín im Südwesten und Ratiboř, Matná und Děbolín im Westen. Südöstlich erhebt sich der 599 m hohe Srní vrch. Über Grametten, das 15 Kilometer südöstlich liegt, wird Österreich erreicht.

## Geschichte

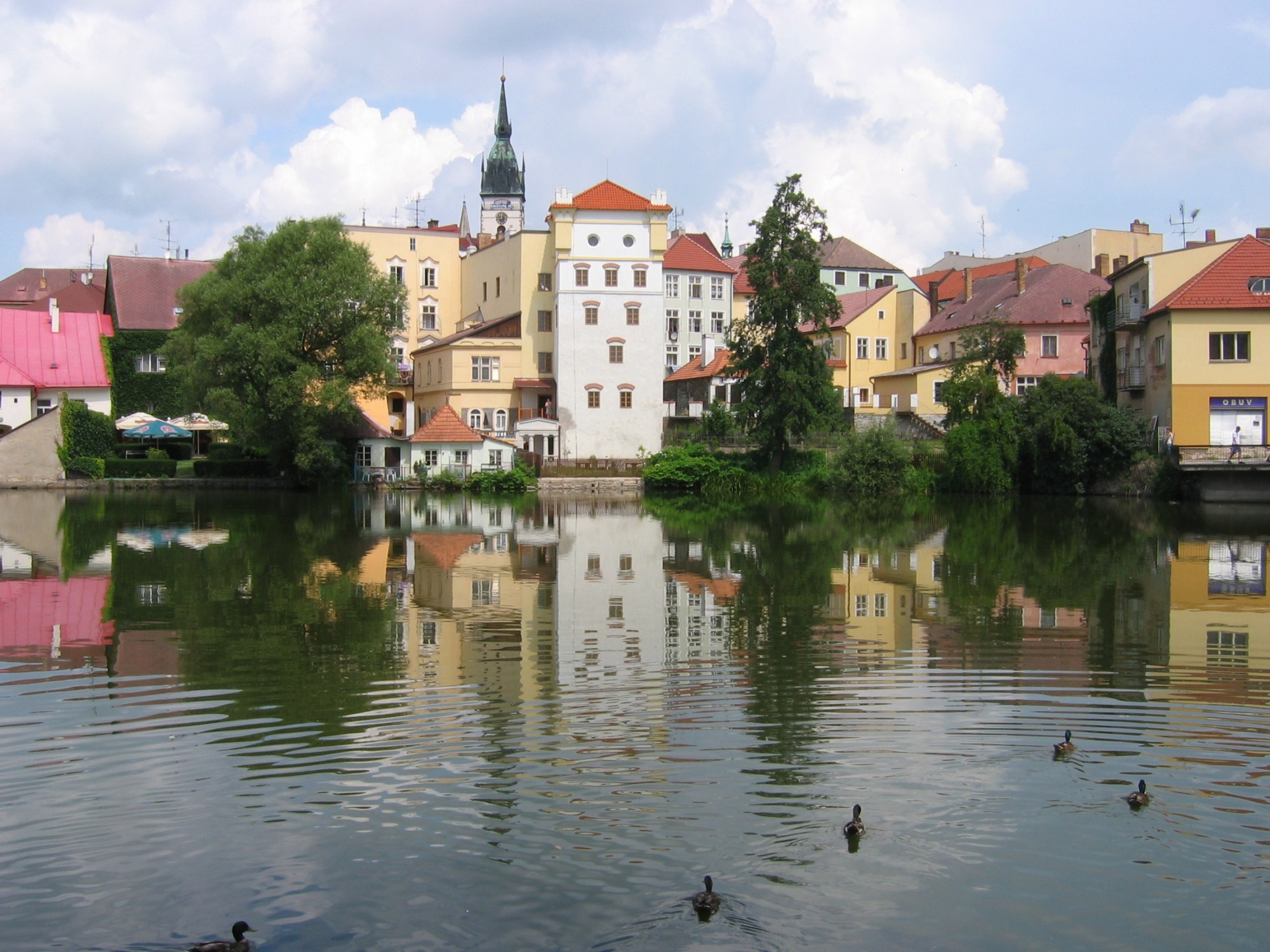
Jindřichův Hradec, am Teich Malý Vajgar

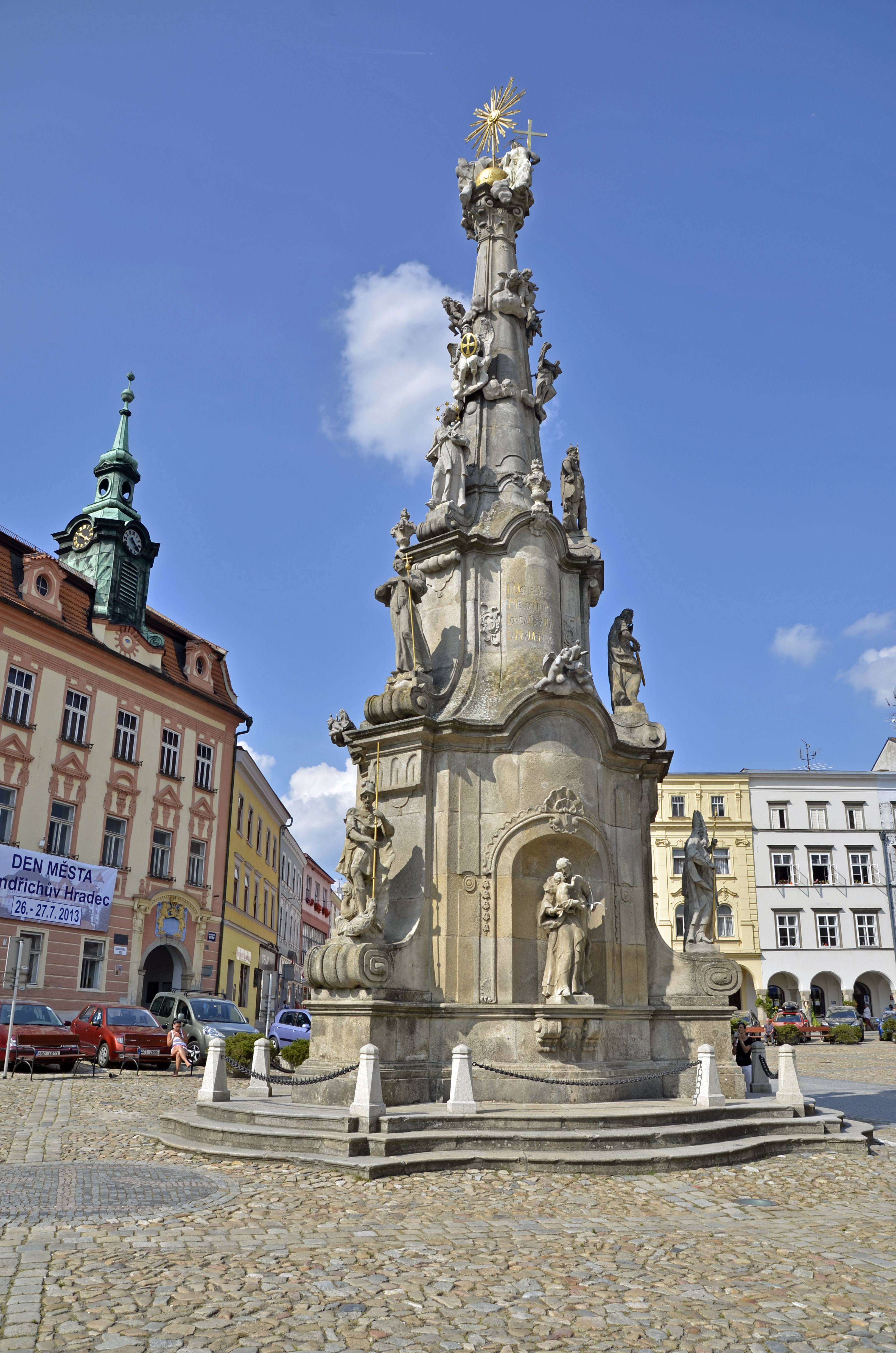
Dreifaltigkeitssäule auf dem Marktplatz

Vermutlich schon im 10. Jahrhundert entstand oberhalb der Nežárka ein slawischer Burgwall, auf dem sich eine Burg entwickelte, die im 12. Jahrhundert im Besitz der Witigonen war. Nach dem Tod des Witiko von Prčice († 1194), der weite Teile Südböhmens beherrschte, wurden dessen Ländereien auf seine vier Söhne verteilt. Der älteste Sohn Heinrich I. von Neuhaus tschechisch Jindřich erhielt das später nach ihm benannte Jindřichův Hradec und weitere Ländereien in Südböhmen und Westmähren. Er ist der Begründer des witigonischen Familienzweigs von Neuhaus.
Während Heinrichs Herrschaft wurde im Jahre 1220 erstmals die Burg als „Novum castrum“ erwähnt. Der um die Burg liegende Ort ist für das Jahr 1223 als „Nova domus“, für das Jahr 1255 als „Gradecz“ und für 1265 als „Newenhaus“ belegt. Das von Heinrich/Jindřich abgeleitete tschechische Ortsnamen-Attribut „Jindřichův“ wurde erst ab 1410 benutzt.
Vor 1237 erteilte Heinrich I. den Rittern des Deutschen Ordens das Patronatsrecht für die Pfarrkirche und verpflichtete sie zum Bau eines Spitals (Domus hospitalis S. Marie Teutonicorum) bei der Kirche. Heinrichs Sohn Witiko I. von Neuhaus übergab dem Orden weiteres Eigentum und gewährte ihm zusätzliche Privilegien. Ab 1269 ist eine Kommende der Deutschordensritter belegt. Während der Regentschaft Ulrichs II. hielt sich der Minnesänger Ulrich von Liechtenstein auf dessen Hof auf sowie der Dichter Ulrich von Etzenbach. 1293 wurde Neuhaus, dessen Einwohnerzahl durch die Zunahme der tschechischen und deutschen Handwerker und Kaufleute rasch angestiegen war, erstmals als Stadt erwähnt. Für das Jahr 1294 ist eine Jüdische Gemeinde belegt.
Während der Regentschaft Ulrichs III. 1312–1349 wurden der Stadtplatz sowie die Stadtbefestigung errichtet. Zusammen mit dem Komtur stiftete Ulrich im Schloss die Wandgemälde mit dem Bilderzyklus zur Legende des hl. Georg sowie eine Galerie mit 19 Wappen böhmischer Adliger, die 1322–1337 an den Ordenskreuzzügen gegen die heidnischen Pruzzen teilgenommen hatten.
Mit dem Templerorden und den Minoriten zog in Neuhaus auch die Inquisition ein, die sich gegen die deutschen Waldenser wandte. Deren Aufstand wurde im ersten Ketzerkreuzzug von Ulrich III. 1341 erstickt. 1389 erhielt Neuhaus von Heinrich III. von Neuhaus deutschrechtliche Stadtprivilegien, mit denen u. a. allen Bürgern Bewegungsfreiheit und andere Privilegien erteilt wurden. 1399 gründeten die Brüder Herrmann/Heřman und Johann d. J. (Jan mladší) ein Spital mit der St.-Elisabeth-Kapelle.
Während der Hussitenkriege wurden die Taboriten zunächst von Ulrich V. „Vavák“ unterstützt. Er war böhmischer Oberstmünzmeister und starb 1421. Sein Nachfolger Meinhard, der einer der politischen Führer der gemäßigten Utraquisten war, konnte die Hussiten zurückdrängen. Durch Meinhards hohe politische Stellung stieg Neuhaus neben Prag zu einem wichtigen Verhandlungsort auf. Der Deutsche Orden, der 1429 das Patronat über die Pfarrkirche verloren hatte, verließ 1450 die Stadt und übergab seinen Besitz den Herren von Neuhaus. 1457 ließen sich die Franziskaner in Neuhaus nieder und errichteten in der Vorstadt die St.-Wenzels-Kirche und 1491 in der Neustadt die Klosterkirche der hl. Katharina. 1467 belagerte der böhmische König Georg von Podiebrad vergeblich Neuhaus, das von dem streng katholischen Heinrich IV. (Jindřich IV.) regiert wurde. Er ließ die Burg um den Königspalast sowie den Roten Turm mit der Schwarzen Küche errichten und wurde unter Georgs Nachfolger Vladislav II. zum Oberstburggrafen von Böhmen ernannt. Zugleich wurde das Stadtwappen durch Vladislav II. um zwei böhmische königliche Löwen sowie das königliche Initial „W“ aufgewertet und die Stadtprivilegien um einen Jubiläumsjahrmarkt erweitert.
1511 übernahm Adam I. die Regentschaft. Nach seinem Tod 1531 wurde Wolf d. Ä. Kraiger von Kraigk auf Landstein zum Vormund der hinterlassenen unmündigen Söhne Joachim und Zacharias bestellt. 1550 wurde das Erbe aufgeteilt. Joachim erhielt Jindřichův Hradec und Zacharias das mährische Teltsch. Unter Joachims Herrschaft, der 1552 der Stadt großzügige Privilegien verlieh, erlebte Jindřichův Hradec eine wirtschaftliche Blütezeit. Nach dem Wegzug der Minoriten 1564 nach Iglau wurde in den Klostergebäuden ein weiteres Spital errichtet. Unter Adam II. konnte sich das Luthertum sowie die Böhmischen Brüder ausbreiten. Zudem wurde die utraquistische Dreifaltigkeitskirche errichtet. Demgegenüber erreichte seine streng katholische Frau Katharina von Montfort 1594 die Berufung der Jesuiten, die in Neuhaus ein Jesuitenkolleg sowie ein Seminar errichteten und das Patronat über alle Kirchen des Dominiums und das Schulwesen übernahmen.
Mit Adams II. Sohn Joachim Ulrich starb das Adelsgeschlecht von Neuhaus 1604 aus. Da Joachims Tochter Luzie Otilie seit 1602 mit Wilhelm Slawata verheiratet war, gelangte das Erbe an diesen. Nach der Schlacht am Weißen Berg verlor die Stadt zunächst ihre Privilegien, da sie den böhmischen Ständeaufstand unterstützt hatte. 1625 erhob Papst Urban VIII. die Pfarrkirche zur Propstei. Im selben Jahr erfolgte die Rückgabe der städtischen Privilegien, wodurch die Ära der Versöhnung eingeleitet wurde. An der Rekatholisierung der Bevölkerung waren maßgeblich die Jesuiten beteiligt, die Reliquien des hl. Hippolyt besorgten, der zum Stadtpatron erklärt wurde. Das von ihnen gegründete Gymnasium entwickelte sich zu einer bedeutenden Lehrstätte, an der 1655–1661 der Historiker Bohuslav Balbín wirkte. Schüler des Gymnasiums waren u. a. Tomáš Pešina z Čechorodu, Johannes Marcus Marci, Franz II. Rákóczi und die späteren Kardinäle Ernst Adalbert von Harrach und Sigismund von Kollonitz. Eine bedeutende kulturelle und religiöse Rolle spielte in dieser Zeit auch der Komponist und Dichter Adam Michna. 1654 war Neuhaus mit 405 bewohnten Häusern die zweitgrößte Stadt Böhmens nach Prag. 1689 gewährte der Landesherr Kaiser Leopold I. der Stadt einen weiteren Jubiläumsmarkt sowie zwei Viehmärkte jährlich.
1693 erbte Neuhaus Hermann Jakob Czernin von Chudenitz, der mit Maria Josefa Slawata verheiratet war. Da die Czernin überwiegend in ihren Palästen in Prag und Wien lebten, verlor die Stadt ihre Residenzfunktion. Sie brachten jedoch in Neuhaus ihr Familienarchiv unter, das mit den Archiven der Familien von Neuhaus und Slawata vereint und dadurch das zweitgrößte Adelsarchiv Böhmens wurde.
Nach der Auflösung des Jesuitenordens 1773 wurde fünf Jahre später das Gymnasium geschlossen. Während der Schlesischen Kriege musste die Stadt Drangsalierungen erdulden. Im Stadtspital und einem Militärlazarett wurden etwa 7000 Kriegsverletzte behandelt. 1773 und 1801 vernichteten Brände weite Teile der Stadt. Bei dem anschließenden Wiederaufbau wurden große Teile der Stadtmauer abgerissen und an ihrer Stelle Grünflächen und Gebäude errichtet. 1848 bestand der Magistrat überwiegend aus Tschechen. Am Städtischen Gymnasium wurde 1861 Tschechisch zweite, ab 1866 alleinige Unterrichtssprache. 1875 errichtete die Jüdische Gemeinde eine deutsche Privatschule, die bis 1909 bestand.
Von wirtschaftlicher Bedeutung war seit dem Ende des 15. Jahrhunderts die Teichwirtschaft und die Schafzucht sowie die Tuchmacherei. Sie rangierte 1757 auf Platz zwei nach Reichenberg, verlor jedoch ihre Bedeutung im 19. Jahrhundert. Erst 1887 wurde Neuhaus an das Eisenbahnnetz angeschlossen, obwohl es Sitz der Bezirkshauptmannschaft war. Nach der Gründung der Tschechoslowakei blieb die bisherige Struktur der Stadt weitgehend erhalten.
Durch das Münchner Abkommen war die mehrheitlich von Tschechen bewohnte Stadt 1938 bis 1945 politisch von ihrem mehrheitlich von Deutschen bewohnten Umland abgeschnitten, das dem Reichsgau Niederdonau zugeschlagen wurde. 1939 bekam die Stadt einen deutschen Regierungskommissar. 1940 wurde Jindřichův Hradec dem Landkreis Telč unter der Verwaltung des Oberlandrats in Iglau zugeordnet.
Im Zweiten Weltkrieg fand 1944 über Jindřichův Hradec ein Luftkampf zwischen US-amerikanischen Bombern, die von Pardubice nach Italien zurückkehrten, und deutschen Flugzeugen statt. Innerhalb einer kurzen Zeit wurden vier US-Bomber und etwa fünfzehn deutschen Jägern abgeschossen. Erst 2011 wurde ein Jagdflugzeug Focke-Wulf Fw 190 in einer Tiefe von mehreren Metern gefunden, obwohl bereits nach dem Krieg nach Überresten gesucht wurde.
Nach dem Ende des Zweiten Weltkriegs wurde 1945 der Okres Jindřichův Hradec wiederhergestellt und 1960 um die aufgelösten Okresy Třeboň und Dačice erweitert. Die 1950 unter Denkmalschutz gestellte historische Innenstadt wurde nach der Samtenen Revolution restauriert.

## Gemeindegliederung
Die Stadt Jindřichův Hradec besteht aus den Ortsteilen Buk (Buchen), Děbolín (Diebling), Dolní Radouň (tschechisch bis 1947: Německý Radouň, deutsch: Wenkerschlag), Dolní Skrýchov (Untergrieschau), Horní Žďár (Obermühl), Jindřichův Hradec I, Jindřichův Hradec II, Jindřichův Hradec III, Jindřichův Hradec IV, Jindřichův Hradec V, Matná (Motten), Otín (Ottenschlag), Políkno (Poliken) und Radouňka (Radeinles). Zu Jindřichův Hradec gehören außerdem die Ansiedlungen Drahýška (Traschhof), Na Samotách, Nový Dvůr (Neuhof), Obora, Radouňka-Kopeček und Sádky.
Grundsiedlungseinheiten sind Buk, Děbolín, Dolní Radouň, Dolní Skrýchov, Horní Žďár, Jáchymova, Jindřichův Hradec-střed, Jitka, Matná, Městský les, Na Kopečku, Nemocnice I, Nemocnice II, Nežárecké předměstí, Nový Dvůr, Otín, Pod Olejnou, Políkno, Pražské předměstí, Průmyslový obvod, Radouňka, Rybnické předměstí, Sídliště Hvězdárna, Sídliště Pod Kasárny, Sídliště u nádraží, Sídliště Vajgar-jih, Sídliště Vajgar-střed, Tramenářská, U Jakuba, U Jitky, U Lišného dvora, U nádraží, U nového hřbitova, U otínské silnice und Za Jakubem.
Das Gemeindegebiet gliedert sich in die Katastralbezirke Buk u Jindřichova Hradce, Děbolín, Dolní Radouň, Dolní Skrýchov, Horní Žďár u Jindřichova Hradce, Jindřichův Hradec, Matná, Otín u Jindřichova Hradce, Políkno u Jindřichova Hradce und Políkno.

## Sehenswürdigkeiten

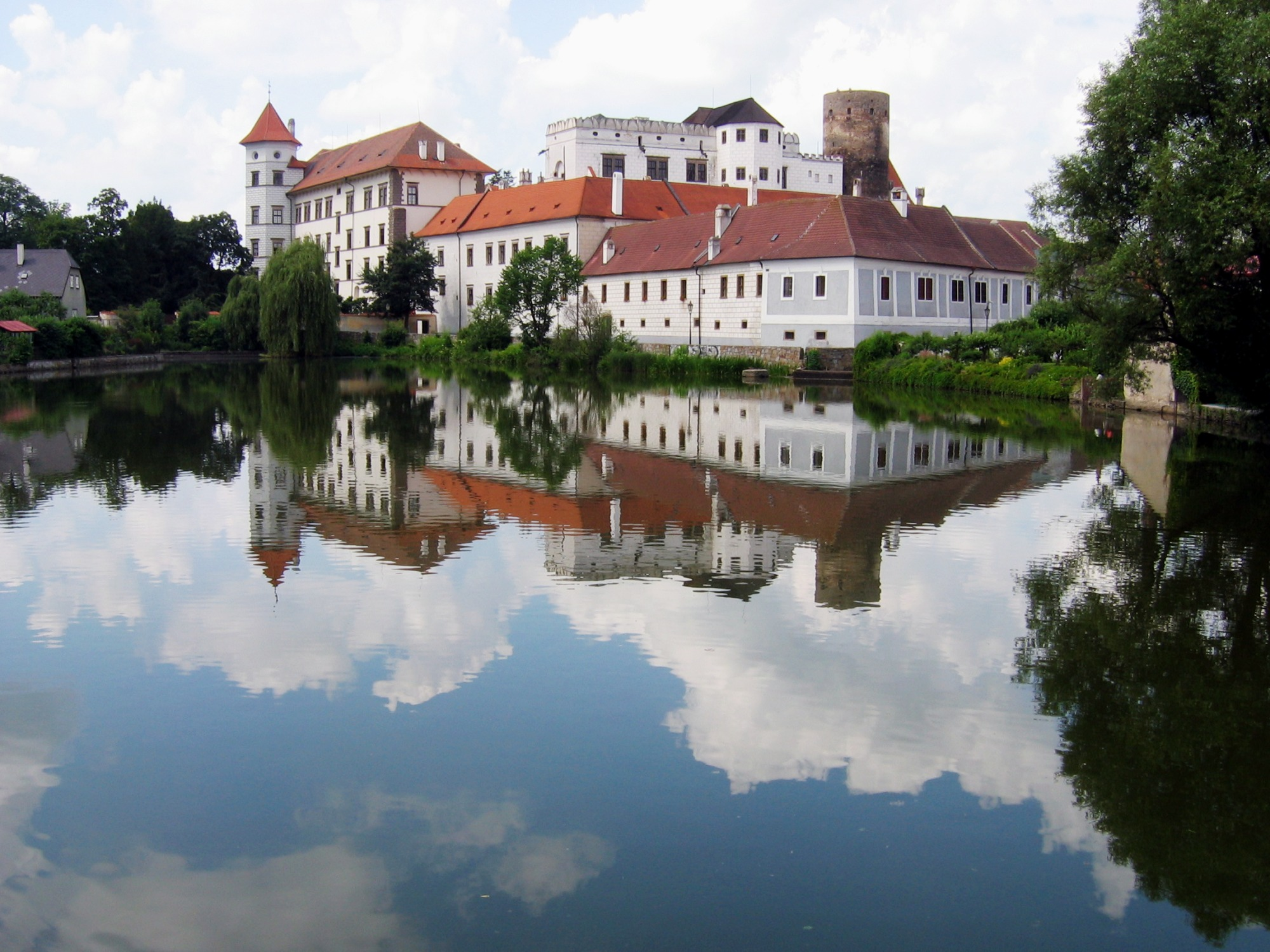
Schloss Jindřichův Hradec

Das historische Stadtzentrum wurde 1961 zum städtischen Denkmalreservat erklärt.
- Das Schloss Jindřichův Hradec ist neben der Prager Burg und dem Schloss in Český Krumlov eines der größten Denkmalobjekte in der Tschechischen Republik.
- Das Museum ist im ehemaligen Jesuitenkolleg untergebracht. Es entstand 1882 und gehört zu den ältesten Regionalmuseen in Böhmen. Es beherbergt die größte mechanische Weihnachtskrippe, die von Tomáš Krýza (1838–1918) geschnitzt wurde. Sie ist im Guinness-Buch der Rekorde eingetragen.
- Marktplatz mit Renaissance- und Barockhäusern sowie dem Rathaus.
- Die Dreifaltigkeitssäule auf dem Marktplatz wurde 1764 geschaffen.
- Die Kirche Mariä Himmelfahrt wurde 1360 errichtet und mehrmals umgebaut.
- Die Maria-Magdalena-Kirche wurde im 13. Jahrhundert vom Deutschritterorden gegründet und im 14. Jahrhundert umgebaut. Nach einem Brand wurde sie 1628–1632 neu errichtet und 1670 im Stil des Barock ausgestattet.
- Die Kirche des hl. Johannes des Täufers gehörte zum ehemaligen Minoritenkloster. Sie wurde Mitte des 14. Jahrhunderts fertiggestellt und mehrmals umgebaut. An der Nordseite der Kirche liegt der Kreuzgang mit spätgotischen Fresken sowie die gotische Tuchmacherkapelle und die barocke Marienkapelle.
- ehemalige Synagoge und jüdischer Friedhof
- Rekonstruierte Gerbereihäuser an der Nežárka
- 2012 eröffnete im Zentrum der Stadt das in einer ehemaligen Brauerei untergebrachte Gobelinhaus. Es ist dem örtlichen Museum angeschlossen und wurde mit der Unterstützung der EU ausgebaut. Es hebt besonders die Webarbeiten von Marie Hoppe-Teinitzer hervor. Unter anderem ist auch eine Werkstatt in dem Gebäude untergebracht, in der teilweise alte Gobelins restauriert werden.
- Die Schmalspurbahn Jindřichův Hradec–Obrataň

## Wirtschaft, Bildung, Sport
Neben der Textil- und Lebensmittelindustrie spielt heute der Fremdenverkehr eine bedeutende wirtschaftliche Rolle. Die Stadt ist reich an kulturellen und Bildungseinrichtungen. Die Wirtschaftsuniversität Prag unterhält eine Fakultät für Management in Jindřichův Hradec. Der KLH Vajgar Jindřichův Hradec ist ein Eishockeyclub und ehemaliger Extraliga-Teilnehmer.

## Städtepartnerschaften
- Neckargemünd, Deutschland (ab 1996)
- Steffisburg, Schweiz (1992 bis Ende 2008)[7]
- Zwettl, Österreich
- Krasnoufimsk, Russland (ab 11. Mai 2016)
- Sárospatak, Ungarn (ab 2. Juni 2016)[8]

## Persönlichkeiten
- Martin Aumüller (1697–1757), Bildhauer und Holzschnitzer
- Karel Berman (1919–1995), Opernsänger und Komponist
- Pavel David (* 1978), Fußballspieler
- Petr Fical (* 1977), deutsch-tschechischer Eishockeyspieler
- Leoš Friedl (* 1977), Tennisspieler
- Ernst Gamillscheg (1887–1971), Sprachwissenschaftler
- David Jirka (* 1982), Ruderer
- Aleš Kotalík (* 1978), Eishockeyspieler
- Pavel Kroupa (* 1963), Professor für Astrophysik
- Johann Langer (1878–1938), Jurist und Richter, NS-Opfer
- Šimon Lomnický z Budče, auch žebrák (Bettler), Lomnicius, Chodeček a Janů genannt, Dichter, Komponist,  (* 1552 in Lomnitz; † etwa 1622 in Prag, lebte u. a. in Český Krumlov, *Jindřichův Hradec*, Třeboň und Prag)
- Jan Marek (1979–2011), Eishockeyspieler
- František Daniel Merth (1915–1995), katholischer Priester und Dichter
- Zbyněk Michálek (* 1982), Eishockeyspieler
- Milan Michálek (* 1984), Eishockeyspieler
- Adam Michna (um 1600–1676), Organist, Komponist, Sänger und Dichter
- Pavel Novák (* 2004), Radrennfahrer
- František Peltán (1913–1942), Radiofunker und Widerstandskämpfer
- Karel Poborský (* 1972), Fußballspieler
- Stanislaus von Prowazek (1875–1915), Infektiologe
- Johann Anton Reichenauer (um 1694–1730), Komponist des Barock
- František Roubík (1890–1974), Historiker
- Petr Sailer (* 1975), Eishockeyspieler und -manager
- Bedřich Smetana (tschechischer Komponist 1824–1884, lebte als Kind in *Neuhaus*)
- Renáta Tomanová (* 1954), Tennisspielerin
- Patritius Wasserburger (1700–1769), böhmisch-österreichischer römisch-katholischer Priester, Ordensmann und Autor

## Eponyme
2002 wurde der Asteroid (21873) Jindřichůvhradec nach der Stadt benannt.